# Villalpardo
Villalpardo község Spanyolországban, Cuenca tartományban. Villalpardo Iniesta, Villarta, Graja de Iniesta és Minglanilla községekkel határos. Lakosainak száma 1000 fő (2024).

## Népesség
A település népessége az utóbbi években az alábbiak szerint változott:
| Lakosok száma | 1103 | 1141 | 1221 | 1156 | 1169 | 1023 | 972  | 1018 | 993  | 1000 |
|               | 2001 | 2004 | 2006 | 2009 | 2011 | 2014 | 2016 | 2019 | 2021 | 2024 |